# Большой Приклон
Большой Приклон — деревня в Меленковском районе Владимирской области России, входит в состав Даниловского сельского поселения.

## География
Деревня расположена в 13 км на юго-восток от центра поселения деревни Данилово и в 5 км на северо-запад от райцентра города Меленки.

## История
В ведомости о доходах полученных с вотчин Троицкой Лавры в 1762 году значилась деревня Большой Приклон и в ней 121 душа мужского пола.
В 1859 году в деревни Большой Приклон, относящейся к Приклонскому приходу, было 45 дворов. 
В конце XIX — начале XX века деревня в составе Лехтовской волости Меленковского уезда. 
С 1929 года деревня являлась центром Большеприклонского сельсовета в составе Меленковского района, с 2005 года — в составе Даниловского сельского поселения.
До 2010 года в деревне действовала Большеприклоновская основная общеобразовательная школа.

## Население
| 1859 | 1897 | 1905 | 1926 | 2002 | 2010 | 2021 |
| ---- | ---- | ---- | ---- | ---- | ---- | ---- |
| 326  | ↗675 | ↘654 | ↗960 | ↘374 | ↗405 | ↘360 |

## Современное состояние
В селе расположены фельдшерско-акушерский пункт, поселенческая библиотека, дом культуры, участковый пункт полиции, отделение почтовой связи и сельскохозяйственное предприятие «Мелагро»